# Olteni (okręg Ilfov)
Olteni – wieś w Rumunii, w okręgu Ilfov, w gminie Clinceni. W 2011 roku liczyła 1881 mieszkańców.